# Modersmjölksersättning

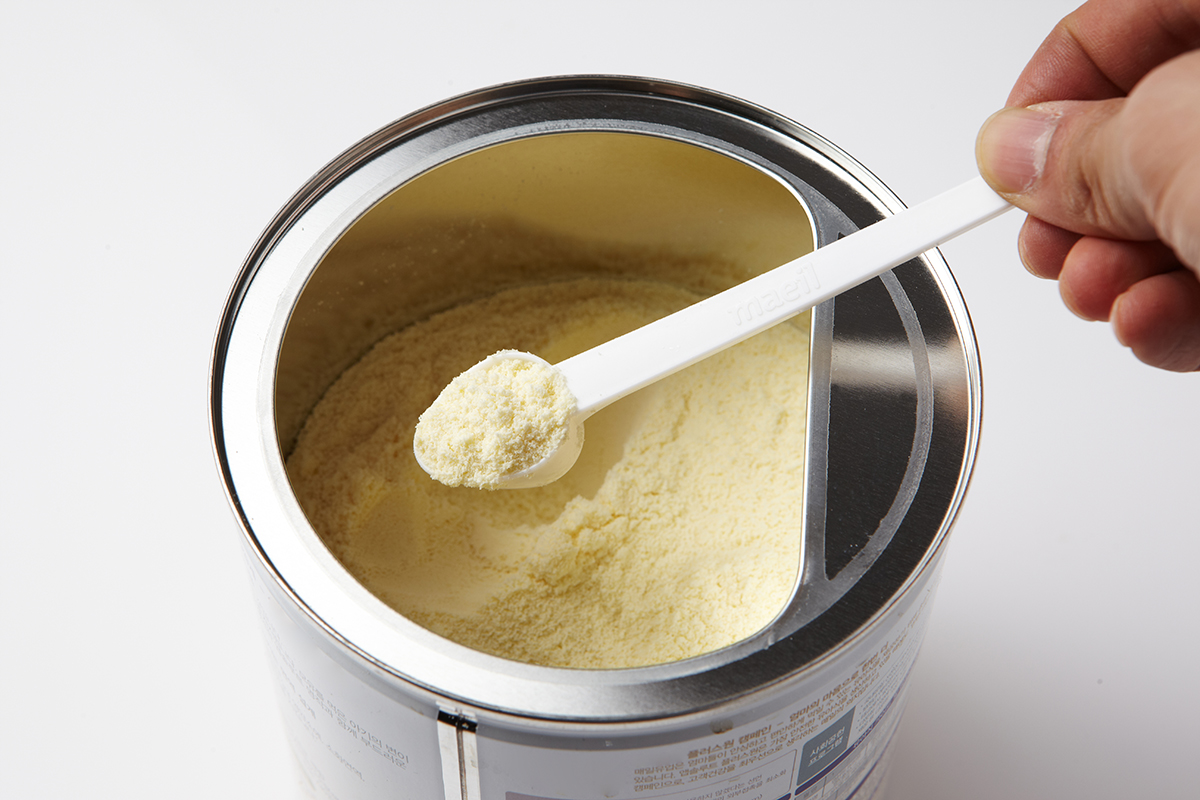
Modersmjölksersättning

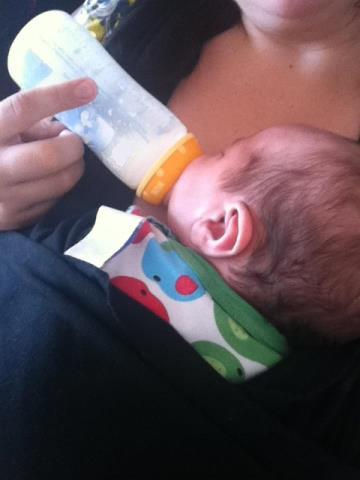
Ett barn som flaskmatas.

Modersmjölksersättning (även kallat bröstmjölksersättning, tillägg, ersättning eller MME) är en produkt avsedd att användas för att ersätta eller komplettera amning för spädbarn. Den försöker efterlikna en kvinnas bröstmjölk så bra som möjligt och utgör ett näringsmässigt fullgott alternativ till bröstmjölken.

## Allmänt om ersättning
Ersättning används av mödrar som av olika skäl inte kan eller vill amma, eller som tillägg till barn som inte får i sig tillräckligt med näring genom exklusiv amning. Ersättning kan köpas i alla livsmedelsbutiker och apotek, man behöver inte ha ett recept från en läkare för att använda ersättning. Det vanligaste är att ersättning ges med hjälp av en nappflaska, lite äldre barn som inte gillar flaska kan dricka ur pipmugg och barn som inte själva klarar av att få i sig mat kan ges ersättning via sondmatning. Den som ammar men vill/behöver tilläggsmata men inte vill riskera att matning med nappflaska stör amningen kan med fördel ge ersättning i en speciell tillmatningskopp eller med ett tillmatningsset som fästs vid bröstet, det finns även speciella skedar för ersättning och nappar för barn med gomspalt. 
Ersättning, liksom amning, kan täcka barnets näringsbehov fullt ut de första 6 månaderna. Precis som amning kan ersättning ges som ett komplement till barnets mat även efter ettårsdagen t.ex. istället för välling. Från 6 månader  kan kosten kompletteras med fast föda som sakta introduceras i barnets takt men redan från 4 månader kan små smakprov stort som ett kryddmått ges ifall barnet visar intresse för mat. Eftersom ersättning innehåller allt barnet behöver är det ingen fara ifall barnet inte visar något stort intresse för mat i början. 
Ersättning kan ges till fullgångna barn direkt från födseln som enda näringskälla eller vid behov både under längre perioder eller enstaka gånger för barn som ammas. För prematura barn finns speciell ersättning ifall barnet inte kan matas med bröstmjölk från mamman eller mjölkbank , denna ersättning innehåller inte järn och är mildare än den vanliga ersättningen för att vara anpassad till prematura barns känsliga magar. Det finns även speciell ersättning för barn med refluxproblematik.
Näringsmässigt är ersättning likvärdig med bröstmjölk. Däremot har många studier visat att amning har vissa immunologiska fördelar – ammade barn får generellt bättre immunförsvar och är som grupp friskare än ersättningsmatade barn.
Världshälsoorganisationen WHO och Unicef varnar för att "brist på amning, särskilt exklusiv amning under livets första halvår - är viktiga riskfaktorer för barndomssjukdomar och dödlighet". Detta gäller i synnerhet barn i länder med låg tillgång till rent vatten där amningen ger ett starkt skydd mot olika former av diarré.

## Hur ersättning tillagas
Ersättning finns som pulver eller som vätska som antingen är helt färdigblandad eller behöver spädas något med vatten.  Ersättningen bör alltid beredas enligt förpackningens instruktioner. Olika pulver innehåller olika ämnen och kan kräva olika tillagningstemperaturer. Ta dock aldrig varmt vatten direkt från kranen, det vattnet kan innehålla skadliga bakterier eller avlagringar från rören. Använd alltid kallt vatten som värms upp. En varmvattenkokare är väldigt smidigt att ha för tillagning av ersättning. Rätt tillagad ersättning är helt ofarligt för spädbarnet. Viktigt är dock att färdigblandad ersättning inte får stå för länge, max 6 timmar i kylskåp annars finns det risk för bakterietillväxt som kan ge barnet diarré, dock rekommenderas det att helst inte blanda ersättning i förväg alls.
År 2003 publicerade WHO och Unicef globala strategier för matning av spädbarn och småbarn (Infant and Young Child Feeding) där man bekräftade att "tillverkade livsmedelsprodukter för spädbarn och småbarn bör, vid försäljning eller när de på annat sätt distribueras, uppfylla gällande standarder som rekommenderas av Codex Alimenatrius-kommissionen".  Dock förekommer problem med ersättningsmatning, särskilt i länder där det är svårt att få tag på rent dricksvatten.
Användandet av modersmjölksersättning i mindre ekonomiskt utvecklade länder är tydligare kopplat till sämre hälsa, på grund av bristen av sanitära tillredningsmetoder, inklusive brist på rent vatten och brist på sanering av utrustning.
I de senaste rekommendationerna från livsmedelsverket framgår att sterilisering av tillmatningsutrustningen inte är nödvändig, det räcker att diska ur utrustningen efter varje användning.

## Ersättning för allergiker
Vissa barn kan vara allergiska mot proteinet som finns i komjölk. För dessa barn finns det komjölkproteinfri ersättning att köpa på apotek. De flesta mjölkproteinfria ersättningarna är baserade på komjölk där proteinet brutits ner i förväg för att inte ge barnet problem. Är barnet väldigt känsligt finns det helt mjölkfria ersättningar som görs enbart på vegetabiliska råvaror. Mjölkproteinfri ersättning är väldigt dyr så barn i Sverige som diagnostiserats med komjölksallergi kan få ersättningen utskriven på recept/läkemedelsanvisning till subventionerat pris. Om du misstänker att ditt barn är allergiskt mot komjölk vänd dig till sjukvården som hjälper dig med en utredning. På senare tid har det kommit ett litet urval av mjölkproteinfri ersättning i vanliga livsmedelsbutiker men det är fortfarande dyrare än vanlig ersättning och kan vara väldigt svårt att få tag på.

## Svenska och internationella bestämmelser kring ersättning
I kategoriseringen hos Svenska Livsmedelsverket tillhör modersmjölksersättning och tillskottsnäring gruppen "livsmedel för särskilda näringsändamål". 
Tillverkningen av ersättning är hårt reglerad och det är fastslaget precis vad ersättningen skall innehålla för att få säljas. Med jämna mellanrum utvärderas ersättningens funktion och sammansättning för att göra den bättre. Ersättningens innehåll i de flesta europeiska länder bestäms av EU vilket gör att ersättning i t.ex. USA kan ha en annan sammansättning än ersättning köpt i Sverige eller Tyskland.